# Jerry treibt’s zu bunt
Jerry treibt’s zu bunt ist ein US-amerikanischer Zeichentrick-Kurzfilm von Rudolf Ising aus dem Jahr 1940 und der erste Trickfilm, der das Tierduo Tom und Jerry zeigt.

## Handlung
Tom hat Jerry gefangen und spielt mit ihm. Stets lässt er ihn auf sein geöffnetes Maul zurennen, malt ein falsches Mauseloch an die Wand, sodass sich Jerry mehrfach den Kopf stößt, und treibt die Maus an den Rand der Verzweiflung. Als mal wieder einige Dinge bei der Verfolgungsjagd zu Bruch gehen, greift die Haushälterin durch: Sollte Tom noch ein einziges Ding kaputtschlagen, wird sie ihn rauswerfen.
Nun ist Jerrys große Stunde gekommen. Den nächsten Angriffsversuch stoppt die Maus umgehend, indem sie ein Sektglas über den Rand des Tischs hält, bereit, es jederzeit fallen zu lassen. Sie geht noch weiter: Sie wirft sämtliche Gläser samt Tablett vom Tisch und Tom hat Mühe, alle Dinge rechtzeitig aufzufangen. Er ersinnt eine List und legt den gesamten Boden unter dem Tisch mit Kissen aus. Jerry jedoch macht einfach auf dem nächstbesten Regal weiter und wirft sämtliche Zierteller des Hauses zu Boden. Bald hat Tom einen riesigen Stapel Geschirr in den Armen und Jerry gelingt es schließlich, einen Teller außer Reichweite zu werfen. Er geht zu Bruch und kurz darauf durch Jerrys Einwirkung sämtliches von Tom gehaltenes Geschirr. Die Maus flüchtet in ihr Mauseloch und beobachtet nun glücklich aus sicherer Entfernung, wie Tom von der Haushälterin aus dem Haus geworfen wird.

## Produktion
Jerry treibt’s zu bunt kam am 10. Februar 1940 in Technicolor in die Kinos.
Es war der erste Tom-und-Jerry-Trickfilm und die erste Zusammenarbeit von Hanna und Barbera. Obwohl der deutsche Titel bereits auf Jerry, die Maus, verweist, hat die Maus sowohl im Originaltitel als auch im Trickfilm selbst keinen Namen, während Tom als Jasper bezeichnet wird. Katze und Maus gleichen in ihrem Äußeren jedoch bereits den Figuren Tom und Jerry.
Jerry treibt’s zu bunt ist mit neun Minuten Länge der längste Kurzfilm um das Tierduo. Der Originaltitel Puss Gets the Boot verweist auf den englischen Titel des Gestiefelten Katers, Puss in Boots.

## Auszeichnungen
Jerry treibt’s zu bunt wurde 1941 für einen Oscar in der Kategorie „Bester animierter Kurzfilm“ nominiert, konnte sich jedoch nicht gegen Die Milchstraße durchsetzen.